# Icositetràedre trapezoidal
En geometria, l'icositetràedre trapezoidal o icositetràedre deltoidal és un dels tretze políedres de Catalan, té 24 cares trapezoidals. Les seves cares són trapezoides amb dos costats iguals que es troben en un vèrtex i dos costats més llargs iguals entre si que es troben en el vèrtex oposat. Els dos costats més llargs mesuren {\displaystyle {\sqrt {\begin{matrix}{9 \over 2}-2{\sqrt {2}}\end{matrix}}}} vegades la longitud dels altres dos més curts.

## Desenvolupament pla

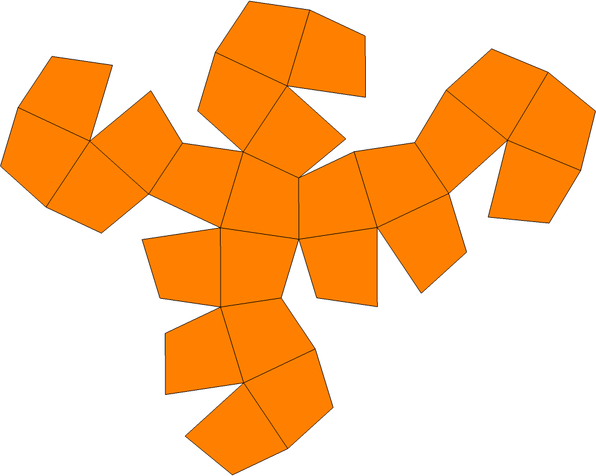
Desenvolupament pla de l'icositetràedre trapezoidal

## Àrea i volum
Les fórmules per calcular l'àrea A i el volum V d'un icositetràedre trapezoidal tal que les seves arestes més curtes tenen logituds a són les següents:
{\displaystyle A=6{\sqrt {29-2{\sqrt {2}}}}\ a^{2}}
{\displaystyle V={\sqrt {122+71{\sqrt {2}}}}\ a^{3}}

## Dualitat
El políedre dual de l'icositetràedre trapezoidal és el rombicuboctàhedre.

## Simetries
El grup de simetria de l'icositetràedre trapezoidal té 48 elements; el grup de les simetries que preserven les orientacions és el grup octàedric {\displaystyle O\cong S_{4}}. Són els mateixos grups de simetria que pel cub, l'octàedre, el cub truncat i l'octàedre truncat.

## Relació amb altres políedres
Els 8 vèrtex de l'icositetràedre trapezoidal als que hi concorren 3 cares són vèrtex d'un cub
Els sis vèrtex als que hi concorren 4 cares amb totes les arestes més llargues són vèrtex d'un octàedre.
Els altres 12 vèrtex, en els que hi concorren 4 cares amb dues arestes curtes i dues arestes llargues alternades, són vèrtex d'un cuboctàedre.
Les 24 arestes llargues de l'icositetràedre trapezoidal, formen amb grups de 8, 3 octàgons regulars.
Tallant-lo al llarg del pla sobre el que descansa un dels eixos, l'icositetràedre trapezoidal queda dividit en dues meitats. Les dues meitats es poden girar 45 graus i enganxar-les altre cop, això origina un altre políedre, isòmer de l'icositetràedre trapezoidal. Aquest nou políedre és el dual de la Girobicúpula quadrada allargada, que al seu tron és isòmer del robicuboctàedre.

## A la natura
El mineral analcita habitualment cristal·litza en forma d'icositetràedre trapezoidal i ocasionalment també ho fa el granat.